# Лазарев, Геннадий Иннокентьевич
Генна́дий Инноке́нтьевич Ла́зарев (8 сентября 1948, Порт-Артур) — профессор, доктор экономических наук, президент Владивостокского государственного университета экономики и сервиса, член совета директоров АО "Восточная верфь" , Почетный гражданин г.Владивостока.

## Биография
Родился 8 сентября 1948 года в г. Порт-Артуре в семье военнослужащего.
Окончил Дальневосточный политехнический институт им. В. В. Куйбышева, по специальности инженер-строитель. Работал мастером, прорабом, в Дальневосточном политехническом институте заведовал кафедрой строительных конструкций и материалов, был проректором ДВПИ им. В. В. Куйбышева.
В 1988 году трудовым коллективом был избран ректором ДВТИ (ныне ВГУЭС), с ноября 1988 года и по 9 сентября 2015 год ( 27 лет) — ректор ВГУЭС. В настоящее время является президентом ВГУЭС. 
За вклад в развитие социально-культурной, общественной деятельности, способствующей улучшению условий жизни населения города Владивостока, его социально-экономическому развитию, а также вклад в воспитание молодежи и нравственное развитие общества Г.И. Лазарев награжден медалью «За вклад в развитие города» (2007г.), знаками отличия «За заслуги перед Владивостоком» (2010 г.) и   «За заслуги перед Владивостоком» первой степени (2012г.), в 2015 году Г.И. Лазареву присвоено звание «Почетный гражданин города Владивостока». За вклад в развитие научного обмена и углубления взаимопонимания между Японией и Россией награжден Орденом Восходящего солнца, Золотые лучи с шейной лентой третьей степени (2021г.) Сегодня это третий по своему статусу орден в наградной системе Японии, но в связи с тем, что высший Орден Хризантемы предназначен для глав государств и королевских особ, а Орден Цветов павловнии вручается чаще всего политикам, то Орден Восходящего солнца является высшей наградой, которую можно получить в других сферах деятельности. Имеет шесть степеней.
Геннадий Лазарев - единственный депутат Законодательного Собрания Приморского края шести созывов с 1995 по 2021 годы. В 1995—1997 годах — депутат от г. Владивостока, председатель комиссии по бюджетно-налоговой политике и финансовым ресурсам. В 1999—2002 годах — депутат от округа № 31 Анучинского и Михайловского районов. В 2002—2006 годах — депутат от округа № 31, заместитель председателя комитета по бюджетно-налоговой политике и финансовым ресурсам. В 2006—2011 годах — депутат от округа № 12 ЗАТО Большой Камень, Фокино, Шкотовского и части Михайловского районов, член комитета по бюджетно-налоговой политике и финансовым ресурсам. В 2011 - 2016 годах — депутат от округа № 12  Шкотовского, Михайловского районов, г.Большой Камень, заместитель председателя комитета по бюджетно-налоговой политике и финансовым ресурсам. С  2016 по 2021 годы Г.И.Лазарев -  депутат Законодательного Собрания Приморского края от округа № 13 (части Шкотовского района, г.Большой Камень, г. Фокино), работал на неосвобожденной основе,  заместитель председателя комитета по бюджетно-налоговой политике и финансовым ресурсам. Является членом партии «Единая Россия».  
Г.И.Лазареву присвоены звания «Почетный гражданин Михайловского поселения» (2010 г.), «Почетный гражданин Ивановского сельского поселения» (2013 г.). Г.И.Лазарев награжден Знаком «За вклад в развитие городского округа Большой Камень» (2021г.), Почетными грамотами Законодательного Собрания Приморского края (2014г., 2020г.), Почетным знаком Совета Федерации Федерального Собрания РФ «За заслуги в развитии парламентаризма» (2014 г.), Знаком отличия Приморского края «Приморье. За заслуги» (2017г.), медалью «За особый вклад в развитие Приморского края» III степени (2020г.).  
Является членом совета директоров АО "Восточная верфь" Предприятие является основным поставщиком кораблей для морских пограничных сил Дальнего Востока и Тихоокенского флота ВМФ России, поставляет боевые суда на экспорт по линии Рособоронэкспорта, строит рыбопромысловые, транспортные и вспомогательные суда водоизмещением до 4,5 тысяч тонн по серийным и индивидуальным проектам. С января 2020 года является единственным на Дальнем Востоке предприятием оборонно-промышленного комплекса — резидентом Свободного порта Владивосток, реализующим инвестиционный проект на основе действующего предприятия.   
Является руководителем общества дружбы «Владивосток-Тояма», Г.И.Лазарев сыграл ключевую роль в успешном создании Японского сада камней им. Ёсио Моримото (Сад дружбы Тояма-Владивосток) на территории ВГУЭС.    
 Награждён Орденом Дружбы, Почётной грамотой Министерства труда Российской Федерации, Почетным знаком «Золотой Фонд ВГУЭС», Почётной грамотой Совета Федерации Федерального Собрания РФ, нагрудным знаком «Почетный работник высшего профессионального образования Российской Федерации», дважды лауреат Бизнес-Премии «Менеджер года Приморского края».
Задержан  правоохранительными органами 21 марта 2024 года. По версии следствия, Лазарев создал преступное сообщество еще в 1996 году с целью совершения хищений имущества РФ, вверенного образовательному учреждению на праве оперативного управления.
Задержан  правоохранительными органами 21 марта 2024 года. По версии следствия, Лазарев создал преступное сообщество еще в 1996 году с целью совершения хищений имущества РФ, вверенного образовательному учреждению на праве оперативного управления.
Женат, есть сын и четверо внуков. 
Почётный гражданин Владивостока (2015)